# Heinz Rosenbauer (Fußballspieler)
Heinz Rosenbauer (Lebensdaten unbekannt) war ein deutscher Fußballspieler.

## Karriere

### Vereine
Rosenbauer gehörte dem TuS Duisburg 48/99 als Stürmer an, für den er in der Gauliga Niederrhein Punktspiele bestritt. 1944 gewann er mit Duisburg die Gaumeisterschaft mit vier Punkten vor dem SV Schwarz-Weiß Westende Hamborn, dem Vorjahresmeister. Aufgrund des errungenen Erfolges nahm er mit seiner Mannschaft an der Endrunde um die Deutsche Meisterschaft teil. Dabei kam er am 16. April 1944 in der Kölner Radrennbahn beim 2:0-Erstrundenseig über die KSG VfL Köln/SpVgg Sülz zum Einsatz. Am 7. Mai 1944 erzielte er beim 2:1-Achtelfinalsieg über den FC Schalke 04 mit dem Treffer zum 1:0 in der 30. Minute gar ein Tor. Das Aus in der Endrunde ereilte ihn und seine Mannschaft vierzehn Tage später im Hamburger Stadion Hoheluft bei der 0:3-Niederlage im Viertelfinale gegen den Luftwaffen-Sportverein Hamburg. Für seine Mannschaft kam er ferner am 13. Juli 1941 im Tschammerpokal zum Einsatz; in der 1. Runde unterlag er mit seiner Mannschaft mit 0:1 gegen Schwarz-Weiß Essen. Die Saison 1944/45 wurde aufgrund der Auswirkungen des Zweiten Weltkriegs nach dem ersten Spieltag Ende September 1944 abgebrochen. Sein Verein bildete seinerzeit mit dem Duisburger SpV eine Kriegsspielgemeinschaft.

### Auswahlmannschaft
Als Spieler der Gauauswahlmannschaft Niederrhein nahm er 1942 am Wettbewerb um den Reichsbundpokal teil. Nachdem seine Mannschaft sich im Achtelfinale mit 3:1 über die Gauauswahlmannschaft Baden, im Viertelfinale mit 6:2 über die Gauauswahlmannschaft Kurhessen und mit ihm im Halbfinale mit 1:0 über die Gauauswahlmannschaft Donau-Alpenland durchzusetzen wusste, bestritt er auch das am 15. November 1942 im Essener Uhlenkrugstadion mit 2:1 über die Gauauswahlmannschaft Nordmark gewonnene Finale.

## Erfolge
- Gaumeister Niederrhein 1944
- Reichsbundpokal-Sieger 1942